# Bernard Leach
Bernard Howell Leach (5. ledna 1887 Hongkong – 6. května 1979 St Ives) byl britský keramik, navazující na Hnutí uměleckých řemesel a označovaný za otce umělecké keramiky na britských ostrovech. V roce 1962 převzal Řád britského impéria.
Leach absolvoval londýnskou Slade School of Fine Art, kde byl žákem Franka Brangwyna. Dlouho pobýval ve východní Asii, inspiroval se knihami Lafcadia Hearna a usiloval o obohacení evropské umělecké tradice orientální kulturou a spiritualitou. V Tokiu spolupracoval s příslušníky modernistické umělecké skupiny širakabaha. Do Anglie se vrátil v roce 1920 a spolu s japonským keramikem Šódžim Hamadou založil v cornwallském St Ives studio Leach Pottery, kde učil britské i zahraniční keramiky. Vydal příručku A Potter's Book (1940), v níž formuloval svoji koncepci „etického hrnčířství“, upřednostňujícího funkčnost před efektním vzhledem. V závěru života přijal víru Bahá’í. Zorganizoval také v roce 1952 první mezinárodní konferenci hrnčířů a tkalců. V jeho díle pokračoval syn David Leach (1911–2005).

## Fotogalerie

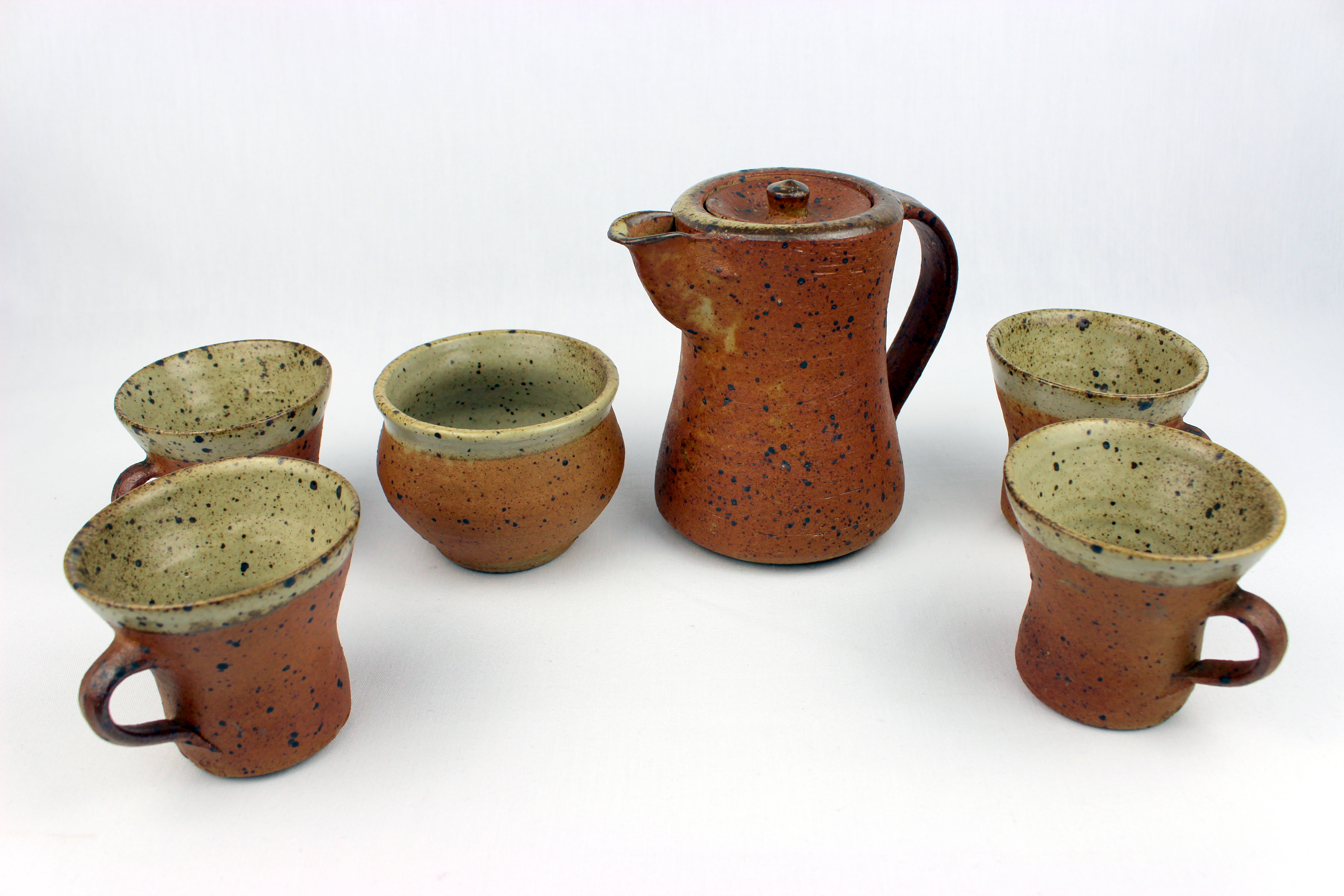
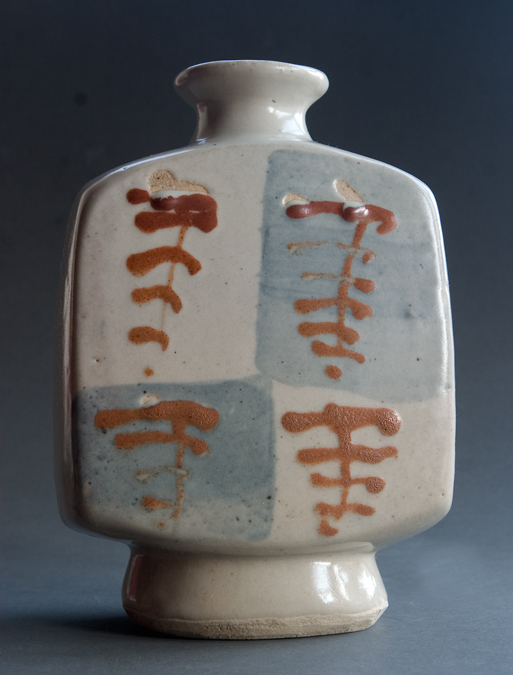
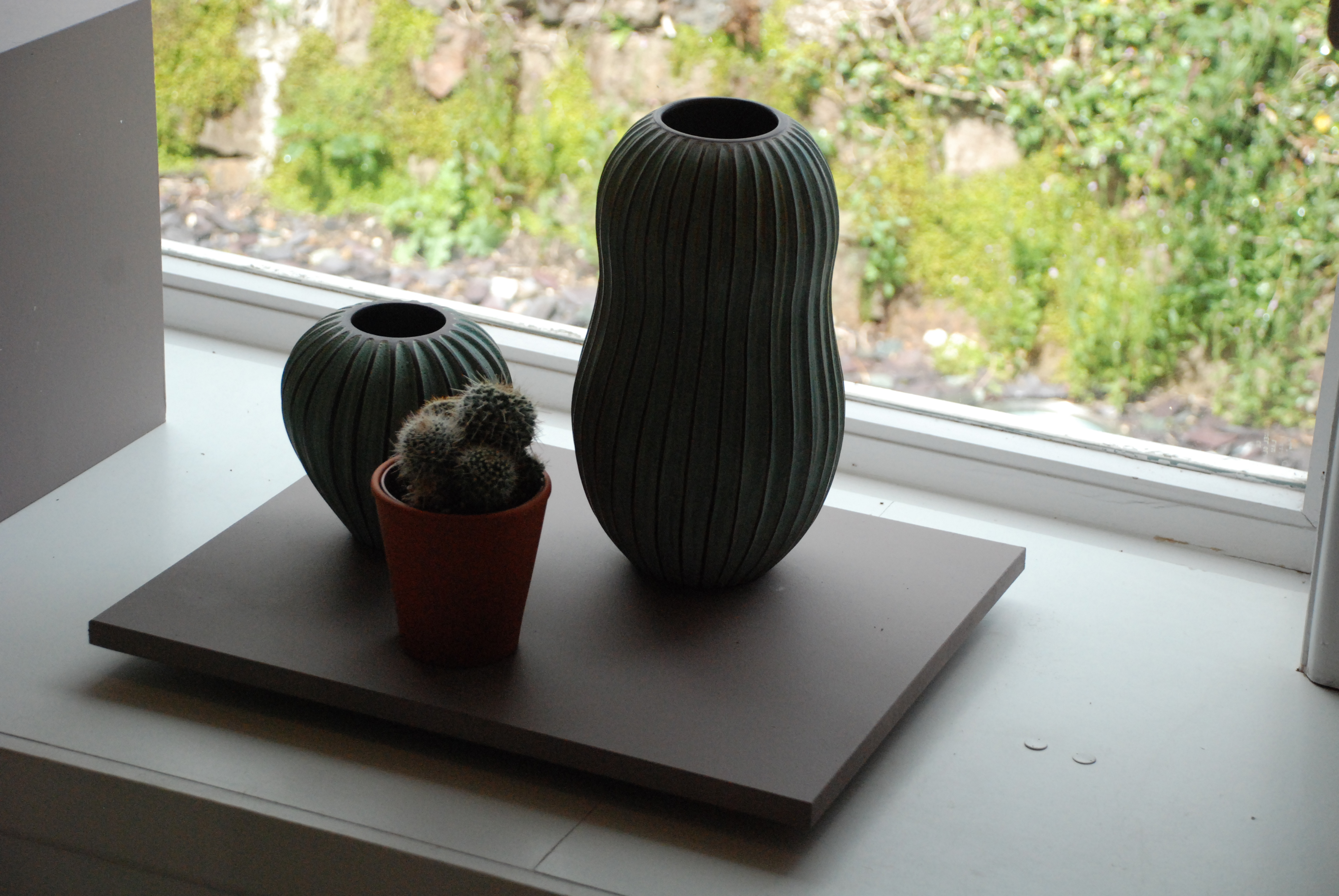